# Liste der Monuments historiques in Oizon
Die Liste der Monuments historiques in Oizon führt die Monuments historiques in der französischen Gemeinde Oizon auf.

## Liste der Bauwerke
| Bezeichnung         | Beschreibung         | Standort | Kennzeichnung | Schutzstatus   | Datum     | Bild           |
| ------------------- | -------------------- | -------- | ------------- | -------------- | --------- | -------------- |
| Schloss La Verrerie | Schloss, erbaut 1894 | (Lage)   | PA00096862    | inscrit/classé | 1926/1987 | weitere Bilder |

## Liste der Objekte
- Monuments historiques (Objekte) in Oizon in der Base Palissy des französischen Kultusministeriums